# Il dubbio (film 2008)
Il dubbio (Doubt) è un film del 2008 scritto e diretto da John Patrick Shanley, adattamento cinematografico del suo omonimo dramma teatrale, vincitore del Premio Pulitzer nel 2005. Per la creazione del personaggio Suor James, Shanley ha preso ispirazione dalla sua insegnante Margaret McEntee.
La pellicola, che ottenne grandissimi consensi da parte del pubblico internazionale, ha ottenuto ben cinque candidature agli Oscar 2009: per l'intero cast (Meryl Streep, Philip Seymour Hoffman, Amy Adams e Viola Davis) e per la miglior sceneggiatura non originale.

## Trama
1964. Padre Flynn è un sacerdote che insegna in una scuola cattolica del Bronx, la cui preside è Sorella Aloysius. I due hanno metodi di insegnare e di relazionarsi ai ragazzi completamente opposti: Aloysius è severa, rigida, non tollera il minimo comportamento sbagliato e cerca di mantenere metodi decisamente all'antica; Flynn è invece molto moderno, simpatico e gioviale. In quell'anno, per la prima volta, è stato ammesso alla loro scuola un ragazzo di colore, Donald Miller e, mentre Aloysius lo tratta con sufficienza, convinta che non sarà mai accettato dai compagni, Flynn cerca di integrare al massimo il ragazzo, causando però il sospetto di una strana preferenza, quasi morbosa. Sorella Aloysius chiede alle sorelle di essere vigilanti quanto al comportamento del prete, a suo parere potenzialmente scorretto.
Sorella James, una giovane ed ingenua suora-insegnante della scuola, nota che il rapporto tra Padre Flynn e Donald Miller sta assumendo toni insoliti. Un giorno, mentre lei sta tenendo lezione, Flynn chiede un colloquio privato con Donald; al suo ritorno, il ragazzo è stranamente assente, e il suo alito odora di alcool. Ore dopo, la donna osserva padre Flynn inserire furtivamente una maglietta nell'armadietto di Donald. Insospettita dai fatti, Sorella James rivela i propri timori a Sorella Aloysius, che, sconvolta, ammette di essersi sempre attesa sia che Miller sarebbe andato incontro a soprusi sia che Padre Flynn avrebbe avuto comportamenti morbosi nei confronti degli studenti.
Con il pretesto di parlare della prossima recita di Natale, le suore convocano Padre Flynn. Nello studio della preside, Aloysius rivela i propri sospetti circa l'uomo, e pretende spiegazioni; più volte il sacerdote chiede alla donna di non immischiarsi e di lasciare questa faccenda nel privato. Lei, i cui sospetti vengono addirittura acuiti dalla di lui reticenza, esprime la volontà di andare a fondo nella storia. Messo alle strette, Flynn rivela la propria versione: Donald Miller era stato visto da un inserviente bere il vino dell'eucaristia (da questo dipenderebbe l'alito alcoolico), e padre Flynn l'aveva convocato per rimproverarlo; il ragazzo era scoppiato a piangere, perché questo avrebbe comportato il non poter servire più la Messa come chierichetto. Compassionevole, Flynn aveva deciso di mettere a tacere la storia. Il sacerdote afferma altresì di essere deluso dal comportamento di Aloysius, e se ne va.
Sorella James accetta questa versione, ma Sorella Aloysius dice che il suo sospetto circa la compromissione del ragazzo da parte di Padre Flynn è saldissimo. Più tardi, la giovane sorella incontra privatamente Flynn, e gli rivela di aver taciuto ad Aloysius il fatto più importante: la maglietta nell'armadio. Flynn le spiega che Donald l'aveva dimenticata in canonica, e lui l'aveva riposta nell'armadietto del ragazzo, per non interrompere le lezioni. Le dice inoltre che il suo affetto per il ragazzo deriva esclusivamente da un sentimento di compassione (il giovane ha una complicata situazione familiare) e dal fatto che comprende quanto sia difficile per lui essere integrato nella scuola. In merito a questo, anche gli ultimi dubbi di Sorella James vengono dissipati, e lei, definitivamente, crede nell'innocenza di Flynn.
Sorella Aloysius è invece intenzionata a sviscerare tutta la questione e convoca la madre di Donald Miller. Quando le espone i propri sospetti, la donna la prega di lasciar perdere la questione: lei ha il sospetto che Donald sia omosessuale, e cerca di comprendere i comportamenti del ragazzo perché suo padre è molto violento, e se emergesse in famiglia il sospetto di una tresca con padre Flynn, il genitore potrebbe arrivare ad ucciderlo. Inoltre, se il ragazzo dovesse venir allontanato dall'istituto, non avrebbe più possibilità di essere ammesso ad una scuola superiore. Sorella Aloysius rimane scioccata da questi ragionamenti.
Nonostante non abbia prove, né l'appoggio della signora Miller, Sorella Aloysius decide di convocare Padre Flynn per un confronto decisivo. Flynn insiste sul fatto che non ci sia stata nessuna relazione illecita; Aloysius gli racconta che, insospettita dal fatto che lui abbia cambiato tre diverse parrocchie in cinque anni, ha telefonato ad una suora presso l'ultima chiesa in cui ha prestato servizio, e la religiosa le avrebbe rivelato particolari precedenti nella storia personale di padre Flynn. Lui, furioso, le rimprovera di aver violato il voto di obbedienza poiché avrebbe dovuto parlare con il parroco e non con una qualsiasi suora; Suor Aloysius replica che questo fa ancor più pensare ad un accordo tra i due parroci per proteggere la reputazione di Flynn: se necessario lei andrà fino in fondo alla questione, compromettendo Miller. Incapace di sostenere la furia di Aloysius, pur respingendo ogni addebito, Flynn accetta questa sorta di ultimatum e rassegna le dimissioni.
Dopo l'ultimo sermone di Flynn come parroco, Sorella Aloysius siede da sola nel giardino dell'istituto; Sorella James, appena rientrata dopo un periodo lontano dalla scuola a causa della malattia del fratello, le chiede gli sviluppi della faccenda. Sorella Aloysius sembrerebbe aver avuto ragione dei fatti, tuttavia Padre Flynn è stato ammesso come parroco in una chiesa molto più prestigiosa e di fatto ha avuto una promozione. Suor Aloysius rivela di aver mentito quando gli ha raccontato di aver contattato la sua vecchia chiesa. La menzogna, in ogni caso, non avrebbe retto se Padre Flynn non avesse effettivamente avuto dei precedenti. Le dimissioni del parroco ed il suo allontanamento spontaneo dalla scuola, pertanto, costituiscono la confessione implicita della propria colpevolezza. A Sorella James che le domanda come abbia potuto mentire, la preside confessa che, nel "perseguire il male, ci si allontana sempre da Dio. Ma c'è un prezzo da pagare". Provata dall'accaduto, Sorella Aloysius scoppia in pianto, confessando a Sorella James la propria profonda crisi spirituale. La storia si chiude così in maniera circolare, ritornando al tema del dubbio di fede oggetto del sermone di Padre Flynn all'inizio del film.  

## Distribuzione
Il film è uscito nelle sale italiane il 30 gennaio 2009.

## Accoglienza
A livello mondiale la pellicola ha incassato 50 milioni di dollari, di cui 1.846.325 dollari provengono dall'Italia, mentre 33.423.000 dollari dagli Stati Uniti d'America.

## Riconoscimenti
- 2009 - Premio Oscar
  - Candidatura Miglior sceneggiatura non originale a John Patrick Shanley
  - Candidatura Miglior attrice protagonista a Meryl Streep
  - Candidatura Miglior attore non protagonista a Philip Seymour Hoffman
  - Candidatura Miglior attrice non protagonista a Amy Adams
  - Candidatura Miglior attrice non protagonista a Viola Davis
- 2009 - Golden Globe
  - Candidatura Miglior attrice in un film drammatico a Meryl Streep
  - Candidatura Miglior attore non protagonista a Philip Seymour Hoffman
  - Candidatura Miglior attrice non protagonista a Amy Adams
  - Candidatura Miglior attrice non protagonista a Viola Davis
  - Candidatura Migliore sceneggiatura a John Patrick Shanley
- 2009 - Premio BAFTA
  - Candidatura Miglior attrice protagonista a Meryl Streep
  - Candidatura Miglior attore non protagonista a Philip Seymour Hoffman
  - Candidatura Miglior attrice non protagonista a Amy Adams
- 2008 - Screen Actors Guild Award
  - Miglior attrice protagonista a Meryl Streep
  - Candidatura Miglior cast
  - Candidatura Miglior attore non protagonista a Philip Seymour Hoffman
  - Candidatura Miglior attrice non protagonista a Amy Adams
  - Candidatura Miglior attrice non protagonista a Viola Davis
- 2009 - Broadcast Film Critics Association Award
  - Miglior attrice protagonista a Meryl Streep
  - Candidatura Miglior cast
  - Candidatura Miglior film
  - Candidatura Miglior attore non protagonista a Philip Seymour Hoffman
  - Candidatura Miglior attrice non protagonista a Viola Davis
  - Candidatura Miglior sceneggiatore a John Patrick Shanley
- 2008 - National Board of Review Award
  - Miglior cast
  - Miglior performance rivelazione femminile a Viola Davis
  - Candidatura Miglior attrice protagonista a Meryl Streep
- 2009 - Kansas City Film Critics Circle Award
  - Miglior attrice protagonista a Meryl Streep
- 2008 - Los Angeles Film Critics Association Award
  - Candidatura Miglior attrice non protagonista a Viola Davis
- 2009 - New York Film Critics Circle Award
  - Candidatura Miglior attrice non protagonista a Viola Davis
- 2008 - Satellite Award
  - Candidatura Miglior attrice in un film drammatico a Meryl Streep
  - Candidatura Miglior attore non protagonista a Philip Seymour Hoffman
- 2008 - Chicago Film Critics Association Award
  - Candidatura Miglior attrice protagonista a Meryl Streep
  - Candidatura Miglior attore non protagonista a Philip Seymour Hoffman
  - Candidatura Miglior attrice non protagonista a Amy Adams
  - Candidatura Miglior attrice non protagonista a Viola Davis
  - Candidatura Migliore sceneggiatura non originale a John Patrick Shanley